# Martina Iñíguez
Martina María Iñíguez de Monreal (Corrientes, 24 de noviembre de 1939) es una escritora y letrista argentina, particularmente de tango y chamamé. Es miembro patrocinante de la Academia Porteña del Lunfardo y Académica de Honor de la Academia Nacional del Tango de la República Argentina

## Primeros años
Cuando tenía dos años de edad, en las fiestas familiares sus padres la subían a una silla para que recitara de memoria poemas completos de Olegario Víctor Andrade y de los Hermanos Álvarez Quintero.
A los 8 años de edad se mudó con su familia a Buenos Aires. Le costó habituarse a la vida en la ciudad. Vivía en la tradicional Avenida de Mayo, a tres cuadras de la avenida Nueve de Julio, y todas las tardes caminaba hasta las plazoletas de esta última avenida para treparse a los árboles y recordar su vida en el Litoral.
Finalizada su educación secundaria, cursó estudios de francés durante 11 años en la Alianza Francesa, participó de cursos de ópera francesa y negro spirituals en el Teatro Colón, y clases sobre fotografía antigua en Artes 37 (en Buenos Aires).

## Actividad artística
Durante los primeros 50 años de su vida, se dedicó a su familia. En 1991 ―a los 51 años de edad―, cuando se casaron sus dos hijas, para evitar el «síndrome del nido vacío» ―como ella misma lo define― decidió dedicarse a alguna actividad intelectual que ocupara todos su tiempo.
Tomó clases de ritmos folclóricos y cancionística en la escuela de música de SADAIC, con la idea de aprender a escribir letras de chamamés y boleros. Allí se enteró de que había un certamen de poesía lunfarda acerca del obelisco de Buenos Aires. Una compañera le prestó un diccionario lunfardo y la incitó a participar.
Escribió tres poemas con muchas palabras lunfardas y los presentó al concurso. No fue ni siquiera mencionada, pero al ir a ver la entrega de premios conoció a José Gobello (1919-) y le dijo que quería aprender a escribir poesía en lunfardo. Le contestó: «Primero tráigame algo que haya escrito, a ver si vale la pena que aprenda».
Después de ver sus poemas, Gobello la hizo ingresar al grupo Poesía de Buenos Aires, presidido por los poetas, escritores y ensayistas Orlando Mario Punzi y Ricardo Ostuni (que justamente había sido el ganador del certamen lunfardo sobre el obelisco).

Me costó mucho hacer el primer soneto, pero a partir de ese momento tuve la impresión de que alguien me los dictaba. En una semana escribí mis siete primeros sonetos humorísticos y los llevé al «quirófano» (como llamábamos a las críticas que se hacían sobre nuestros trabajos en el grupo). Tuvieron una aprobación unánime, me los hicieron leer varias veces y entre risas decretaron: «Hoy nació una nueva poeta lunfarda». Me aconsejaron además insistir con el lunfardo, porque poetas líricas excelentes hay muchas, en cambio, según afirmaban, mi estilo de escribir lunfardo era único. Tal vez mi originalidad haya sido la consecuencia de mi ignorancia sobre el tango y el lunfardo, que me permitió no tener influencias de nadie.
Martina Iñíguez

Cuatro años después editaría su primer libro: Veinte poemas de lunfaumor y una canción desafinada, con prólogo de Ricardo Ostuni, al que siguieron Lunfaneto con prólogo de José Gobello, y Las Rimas deMentes (al estilo de Gustavo Adolfo Becker).
También escribió la primera antología de poesía lunfarda escrita por mujeres, titulada Las minas del lunfardo, prologada por José Gobello, todavía espera ser editada.
Tanto sus poemas lunfardos como algunos de sus tangos están escritos desde el punto de vista de la mujer actual, en contraposición a la visión tradicional del tango «machista».
En 1994 ingresó al 'Grupo de Escritores y Poetas de La Matanza', dirigido por José Antonio Panizzi (editor de la revista Las Letras), incursionando también en poesía lírica y cuento, disciplinas en la que ganó varios premios.
Tiene más de 100 letras de tango registradas.
Sus trabajos fueron publicados en diversas revistas y antologías del país y del exterior.
Ha participado, recitando poemas lunfardos, en espectáculos que mezclaban tango y humor con Silvana Grégori, Luisito Cardei, y Maura Sebastián, en 'Club del Vino', 'Café Tortoni', 'Salón de los Pasos Perdidos' (en el Palacio del Congreso de la Nación Argentina), 'Biblioteca Nacional', 'Casa de Ricardo Rojas', 'Academia Porteña del Lunfardo', 'Festival Tango Mundo', 'Consejo Deliberante de la ciudad de Buenos Aires', 'Predio Municipal de Exposiciones', 'Teatro LyF', y en las ciudades de Olavarría, Mar del Plata y Santa Clara del Mar (en Argentina), así como en Montevideo, Tacuarembó, Punta del Este, y Durazno (en Uruguay).
Es miembro patrocinante de la Academia Porteña del Lunfardo y del Círculo de Poetas Lunfardos.
Es Académica de Honor por la Academia Nacional del Tango de Argentina.
Fue jurado en diversos certámenes literarios nacionales e internacionales.
Muchas de sus obras fueron grabadas por reconocidos intérpretes:
- Cacho Espíndola,
- Silvana Gregori,
- Oscar Larroca,
- Reynaldo Martín,
- María Ofelia,
- Maura Sebastián,
- Terucha Solá,
- Los Tucu-Tucu,
- Viviana Vigil,
- Mateo Villalba.
- Raúl Noguera[9]

Escribió letras para compositores de tango y folclore, como Raúl Garello, Carmen Guzmán, Jorfer, Juan Morteo, Luis Salinas, Mario Valdez, Oscar Valles, Mateo Villalba y Raúl Noguera. Compartió temas con María Graña, Silvana Gregori, y otros.

## Investigación sobre Carlos Gardel
En 1995 se sumó a la investigación sobre la vida y el discutido origen del famoso cantor de tangos Carlos Gardel, iniciada en 1960 por el periodista uruguayo Erasmo Avlis Silva Cabrera.
La información recibida a través de quienes fueron sus continuadores ―Nelson Bayardo y Eduardo Payssé González (ambos uruguayos), sumada a la proporcionada por el argentino Ricardo Ostuni y el colombiano Luciano Londoño López ― la llevaron a incursionar en el tema por sí misma.
Escribió el ensayo Carlos Gardel: su biografía oculta, entre 1846 y 1912, donde demostró de manera taxativa que el uruguayo Carlos Gardel y el francés Charles Gardés fueron dos personas diferentes.
Su investigación sobre la escolaridad de Carlos Gardel, en colaboración con el Museo Pedagógico de Montevideo, permitió comprobar de manera indubitable que la foto escolar conocida del cantor fue tomada en una escuela de Montevideo antes de la llegada de Berta Gardes y su hijo a Buenos Aires en 1893, lo que prueba la existencia de dos niños (uno nacido en Toulouse e hijo de Berta Gardes, quien hizo su escolaridad en Buenos Aires, y otro uruguayo, posteriormente llamado Carlos Gardel, quien comenzó su escolaridad en el barrio Sur de Montevideo).
El 26 de junio de 2019, al cumplirse 84 años y 2 días de la desaparición física de Carlos Gardel, la Junta Departamental de Montevideo reconoció oficialmente la asistencia de Carlitos Gardel a la Escuela de 2.º Grado de Varones del barrio Palermo de Montevideo entre los años 1891 y 1893., colocando una placa conmemorativa en el lugar donde funcionó la misma entre 1891 y 1946.
Encontró también la fecha de ingreso al país de Esteban Capot, amigo de la infancia de Gardel, probando que no había sido posible que conociera al cantor en Toulouse (según declaraciones hechas a las revistas Crítica y Platea) ya que llegó a Buenos Aires un año y medio antes del nacimiento de Charles Romuald Gardes en Francia.
Halló que Anaïs Beaux, la amiga de Berta que supuestamente la acogió junto con su esposo Fortunato Muñiz a su llegada a Buenos Aires en 1893, aparece como soltera y con una hija natural llamada Amanda Beaux en el censo de 1895. Y en la lista correspondiente de ese censo no aparece Fortunato Muñiz.
Anaïs Beaux vivía ya en la calle Corrientes al 1557 en el año 1908, lo que convierte en falaz la versión oportunamente dada por Berta Gardes a "La Canción Moderna", en el sentido de que Carlos no podía buscarla después de su desaparición de seis años, por desconocer su domicilio.
Entre el 22 y el 28 de septiembre de 2003 participó en el congreso internacional «Quién es Gardel» que se llevó a cabo en la Ciudad de Buenos Aires, donde presentó la ponencia Escolaridad de Carlos Gardel.
En junio de 2008 fue citada por la comisión de Cultura del Parlamento de Uruguay ―junto con las autoridades del Museo Pedagógico de Montevideo―, para exponer sus investigaciones sobre la escolaridad de Carlos Gardel.
En septiembre de 2009 participó en el «10º Congreso de Historia de la Fotografía en la Argentina (1839-1939)», que fue realizado en la ciudad de Chascomús (provincia de Buenos Aires), donde presentó la ponencia: «Carlos Gardel, fotografías que definen su identidad», y donde se mostraron las fotografías que determinan que Carlos Gardel y Charles Romuald Gardes eran dos personas diferentes.
Y si bien quedó así constancia que la “historia oficial” difundida hasta el presente sobre el cantor rioplatense es falsa, por cierto las dudas sobre su real identidad persistirán, por lo que es indispensable determinar la verdadera identidad de Carlos Gardel a través de un análisis de ADN, para acabar así con polémicas estériles, y profundizar sobre bases sólidas la verdadera biografía del cantor.
Así, las pistas sobre los verdaderos orígenes de Carlos Gardel, han podido ser encontradas gracias a investigaciones y estudios antropológicos realizados sobre fotografías infantiles de Carlos Gardel, sumados a numerosos hallazgos documentales: actas de nacimiento, matrimonio y defunción de muchos de los personajes que rodearon la vida del cantor; constancias de censos, registros del CEMLA (Centro de Estudios Migratorios Latinoamericanos), entrevistas de diarios y revistas de la época. Complementan estas pesquisas testimonios de descendientes directos de amigos y presuntos parientes del cantor. Y en toda esta cuestión, un elemento importante fue sin duda el hallazgo del prontuario de 1915 de Carlos Gardel, que hasta el momento se creía destruido.
La documentación hallada, y todas las consideraciones anteriores, contradicen la versión sobre el presunto origen francés de Carlos Gardel, publicitada hasta el presente por la denominada «historia oficial», y apoya la sostenida en declaraciones públicas y en documentos oficiales tramitados en vida por el cantor: «Nací aquí en Tacuarembó, lo que por otra parte, por sabido, es ocioso aclarar» (La Tribuna Popular, 1 de octubre de 1933).
Los resultados a los que ha llegado Martina Iñíguez con sus investigaciones, condujo a que su nombre ingrese en la «lista negra» de los defensores del Gardel francés, siendo uno de los blancos preferidos de la artillería francesista, cada vez que la polémica se incentiva. Todas estas discusiones y estos entredichos más o menos estériles e inútiles, probablemente solo acabarán con minuciosos cotejos de ADN, entre los restos del cantor ―actualmente en el Cementerio de la Chacarita (en Buenos Aires)― y los de otras personas.
Pero ahora esta investigadora logró ubicar la cédula de identidad argentina del cantante, que data de octubre del año 1920, la cual es una prueba de difícil refutación. La cédula dice que es soltero, artista y nacido en la ciudad de Tacuarembó (Uruguay) el 11 de diciembre de 1887. En el documento aparece la foto de Carlos Gardel del año 1920, en donde estaba un poco excedido de peso y su huella dactilar.
Las investigaciones de Martina Iñíguez merecieron que se la distinguiera con el Gardel de Oro en la cuarta entrega de premios realizada el 5 de diciembre de 2009 en Tacuarembó, la supuesta ciudad natal de Carlos Gardel.

## Premios
Recibió varios premios nacionales e internacionales en diferentes categorías:
Letras, canciones y tangos premiados
- Buenos Aires - Balada del obelisco, Tango, Mención especial, Certamen Municipal de Tango “Hugo del Carril”, 1992.
- Buenos Aires - Perfume a tango, Tango, Mención especial, Certamen Municipal de Tango “Hugo del Carril”, 1993.
- Buenos Aires - Viejo San Telmo, 1.er Premio, Certamen Municipal de Tango “Hugo del Carril”, 1994.
- Buenos Aires, ¿Te acordás, Vals, Finalista en el Certamen de Tango inédito de SADAIC, 1998.[21]
- Mar del Plata – Piazzola y el mar, Tango Finalista, Certamen Enrique Santos Discépolo, 1998.
- Miami, Florida, USA – Si me hubieras querido, Canción, 1º Premio Certamen “Luis Casas Romero”, Sociedad Cultural Santa Cecilia, 1999.
- Buenos Aires - Me Pregunto, Tango, 2o Premio Certamen de Tango “De Boedo al Mundo” – 1999.[22]
- Buenos Aires - Llovía, Mención Especial, Certamen Municipal de Tango “Hugo del Carril”, 2002.

Primeros Premios en Poesía:
- Buenos Aires - 1.er Premio Poesía, Concurso “María  Ofelia y su Gente”, Radio Municipal, 1994.
- Coral Gables, Florida, USA -1.er. Premio, Concurso de Poesía Río Lunas, 1998.
- Santa Clara del Mar – 1º Premio Soneto Lunfardo, 4º Concurso Literario Nacional, 1999.
- Buenos Aires – 1º Premio,  Ac. Porteña del Lunfardo, XX Certamen Poético y Rioplatense y XIV Hispanoamericano, 2003.[23]

Buenos Aires – 1º Premio, Ac. Porteñas del Lunfardo, Premio de Poesía Nyda Cuniberti, 2011.
Además, la Academia Porteña del Lunfardo la distinguió entre los mejores 20 poetas lunfardos del país, y le entregó la Medalla de Plata al Poeta Lunfardo.
El 5 de diciembre de 2009 recibió el Gardel de Oro, Premio a la Investigación Gardeliana, en la cuarta entrega de premios realizada en Tacuarembó, cuna de Carlos Gardel.
Es miembro de la Academia Porteña del Lunfardo y del Círculo de Poetas Lunfardos.
Ha sido jurado en diversos certámenes literarios.
El 5 de diciembre de 2009 recibió el Gardel de Oro en la cuarta entrega de premios realizada en Tacuarembó, cuna de Carlos Gardel.
Es miembro patrocinante de la Academia Porteña del Lunfardo y del Círculo de Poetas Lunfardos.
El 5 de noviembre de 2024, en la ciudad de Buenos Aires, fue distinguida con el título de Académica de Honor en la Academia Nacional del Tango por su destacada trayectoria y su contribución al mejor conocimiento y divulgación del tango.
Ha sido jurado en diversos certámenes literarios.

## Vida privada
Martina Iñíguez se casó el 24 de abril de 1958, tiene dos hijas y dos nietas, y actualmente vive en la ciudad de Haedo, en la zona oeste del Gran Buenos Aires.

## Poemas y canciones
temas relacionados con Uruguay
- Cronología oculta de Carlos Gardel
- Al Zorzalito de Tambores
- Micaela Guyunusa[26]
- La calle de los suspiros
- Te quiero Trinidad
- Un mismo corazón[27]

20 poemas de lunfaumor y una canción desafinada
- R.I.P.[28]
- Venganza[29]
- Motivación[30]
- Batimento[31]

- Andén vacío[32]
- Como en casa[33]
- Un tiempo azul[34]
- Bailar el tango con vos[35]
- Noche azul y serenata[36]
- Recomenzar[37]
- Por un amor así[38]